# Govern de Grècia
Constitueix el Govern de Grècia (en grec: Κυβέρνηση της Ελλάδας), el Gabinet de Grècia, oficialment denominat Consell Ministerial (en grec:Yπουργικό Συμβούλιο), és l'òrgan de presa de decisions col·lectives de la República Hel·lènica, integrat pel Primer Ministre (Cap del Govern) i els Ministres del Gabinet. Un o més ministres poden ser nomenats pel viceprimer Ministre, a mandat del Primer Ministre, o pel President de la República (Cap d'Estat), també amb el consentiment del Primer Ministre.
El Consell Ministerial defineix i dirigeix la política general del país, d'acord amb la Constitució i les lleis. Després de les eleccions, el President de la República convoca el Primer Ministre, i li encomana la feina de formar govern. Els ministres i viceministres són designats oficialment mitjançant decret pel President de la República, amb l'assessorament del Primer Ministre. Els ministres i viceministres són juramentats i prenen possessió del seu càrrec al Palau Presidencial d'Atenes, en presència del President de la República i de La seva Eminència l'Arquebisbe d'Atenes i Primat de l'Església Ortodoxa Grega.
El gabinet es reuneix al Saló del Consell Ministerial (en grec: Αίθουσα Υπουργικού Συμβουλίου) de l'edifici del Parlament Hel·lènic. Les reunions són presidides pel Primer Ministre.